# Y la luna también
Y la luna también es una telenovela venezolana producida y transmitida por Venevisión en 1987.
Sus protagonistas principales fueron Amanda Gutiérrez, Carlos Augusto Cestero y Daniel López, con Ruddy Rodríguez y Luis José Santander como protagonistas juveniles, y con las participaciones antagónicas de Herminia Martínez, Yolanda Méndez, Ramón Hinojosa y Fernando Flores. Fue escrita por César Miguel Rondón.

## Sinopsis
Dos jóvenes deciden dejarse llevar por la fantasía para vivir una vida que no les pertenece. Ella es apenas una asistente en una peluquería; él un mesonero en un modesto restaurante. Pero, armados de picardía e irreverencia, de la noche a la mañana se convierten en una princesa europea de incógnito en Caracas y en un multimillonario también de paso por la ciudad. ¿Hasta dónde podrá mantenerse la farsa? ¿Detrás del engaño cuánto queda de buen y auténtico amor?

## Elenco
- Amanda Gutiérrez ... Elena Anselmi (Protagonista)
- Carlos Augusto Cestero ... Ing. Claudio Miranda (Protagonista)
- Daniel López (actor).... Luis Armando
- Ruddy Rodríguez ... Lucía Anselmi (Estefanía) (Protagonista juvenil)
- Luis José Santander ... Simón Azcárate (Protagonista juvenil)
- Herminia Martínez ... Cherry Azcárate Melchan (Villana principal)
- Eva Blanco ... Doña Teresa Pastor
- José Oliva ... Don Vitelio Vargas
- Fernando Flores ... Don Ulises Azcárate (Villano principal)
- Yolanda Méndez ... Doña Federica Melchan De Azcárate (Villana principal)
- Ramón Hinojosa ... Pompilio Gómez (Villano)
- Betty Ruth ... Doña Leticia Vda.de Anselmi
- Esther Orjuela ... Eugenia De Corona
- Chela D'Gar ... Doña Juliana Vda. De Miranda

- María Elena Heredia
- Angélica Arenas ... Luisa Urraca de Aguirre
- Ricardo Blanco ... Dr. Emiliano Guzmán
- Lucy Orta ... Teotiste
- Gustavo González ... Don Urbano
- Carlos Salas
- Enrique Alzugaray ... Barry Loucher
- Ernesto Balzi ... René
- Carlos Briceño ... Ulises José Pepe Azcárate Melchan
- Yadira Casanova ... Zulay
- Carlos Dávila ... Adalberto Corona
- Miguel David Díaz ... Lucas
- Aleska Díaz Granados
- Manuel Escolano... Emilio Fragachan
- Carmen Victoria Pérez ... Carlota
- Zulma López ... Kathy Azcárate Melchan
- Patricia Noguera ... Maigualida
- Francia Ortiz ... Maritza
- Luchi Neri ... Mercedes Crespo
- Carmen Pirela
- Elizabeth Quintanales ... La Química
- Yadira Santana ... Catalina Aguirre
- Magaly Urbina ... Verónica
- Jimmy Verdum ... Jean Jack
- Josefina Armas... Bartola Morán
- Laura Zerra ... Doña Encarnación